# Ornäsbjörk
Ornäsbjörk, Betula pendula 'Dalecarlica', är en svensk björksort som uppkommit genom en spontan mutation av vårtbjörken, vilken gjort bladen djupt flikiga. Sorten, som upptäcktes 1767 i Lilla Ornäs i Dalarna, utnämndes 1985 till Sveriges riksträd, och vad man trodde var ornäsbjörk planterades centralt i flera svenska kommuner. Senare har dock många av de utplanterade träden visat sig vara flikbladig björk. Sorten förväxlas också med ofta med fransbjörk och andra flikbladiga björksorter.
Ornäsbjörk är Dalarnas landskapsträd. Sorten saknar pollen och är därför lämplig ur allergisynpunkt.

## Historia
Ornäsbjörken upptäcktes 1767 av landssekreteraren Hans Gustaf Hiordt i Lilla Ornäs i Dalarna. Han beskrev den året därpå för Carl von Linné. Denne önskade få ett exemplar sig tillsänt till Uppsala, men detta gick inte att ordna under hans livstid. Carl von Linné den yngre gav den dess latinska namn 1781.
År 1786 publicerade provinsialläkaren i Hedemora, Carl Magnus Blom, en uppsats om ornäsbjörken i Kungliga Vetenskapsakademiens Nya Handlingar. Han trodde den var en korsning mellan björk och skogslönn.
Den norske biologen Fredrik Christian Schübeler publicerade 1885 ett träsnitt föreställande den ursprungliga ornäsbjörken i sin norska flora Viridarium Norvegicum. Detta träsnitt var baserat på ett nu förkommet foto av björken som togs 1878. I övrigt finns inget foto av ursprungsträdet, som föll i en storm 26 maj 1890.
Innan moderträdet föll hade förökningsmaterial tagits från det. Den som såg till att ornäsbjörken spreds var Experimentalfältets dåvarande chef Erik Lindgren. Denne hade hämtat ympris från björken på Lilla Ornäs och lyckats föröka den i Experimentalfältets plantskola i Frescati, och ett par av hans ornäsbjörkar stod kvar där till hösten 2020 då de fälldes på grund av rötangrepp, och ersattes av två nya exemplar. Alla dagens ornäsbjörkar härstammar sannolikt från denna förökning.

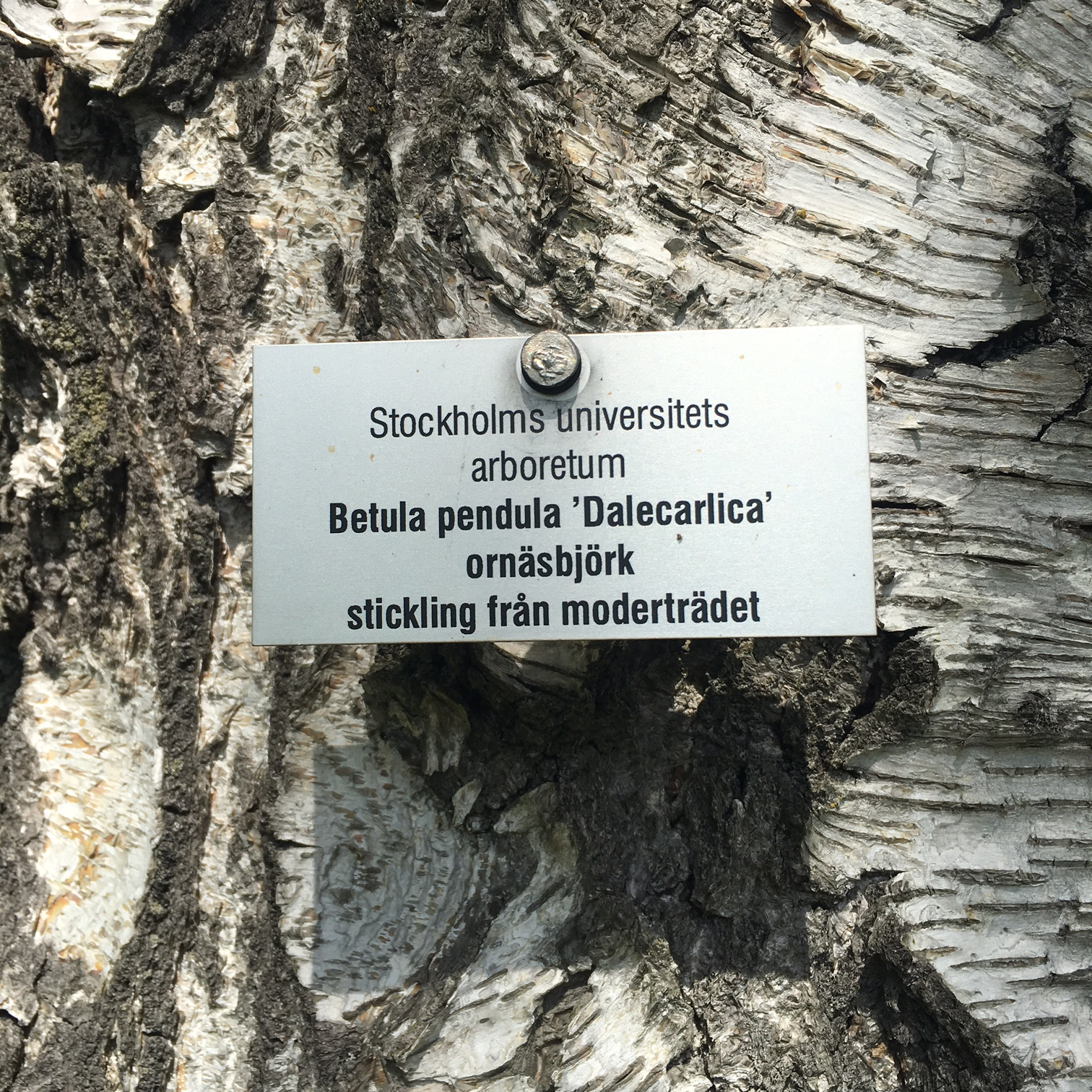
Stickling av Ornäsbjörken tagen från ursprungsträdet i Lilla Ornäs. Sticklingen odlades upp och klonades upp på Experimentalfältet (numera Stockholms universitets campus Frescati) i Stockholm

Ornäsbjörken utnämndes 1985 till Sveriges riksträd och har sedan dess planterats i flera svenska kommuner på en central plats. Genom denna utbredda plantering kan man följa trädens fenologi, det vill säga tidpunkt för knoppsprickning med mera, men de flesta har visat sig vara en annan björksort, flikbladig björk. De kommuner som har planterat falska exemplar kommer att få en ersättningsplanta. Mellan 1980 och 2007 upphörde ornäsbjörkarna att finnas i handeln, mest på grund av att 'Laciniata' var lättare att föröka. E-märkning på plantorna garanterar rätt klon.
Ornäsbjörken är idag Dalarnas landskapsträd.

## Beskrivning
Ornäsbjörken är en genetisk variant inom arten vårtbjörk Betula pendula.
Ornäsbjörken blir 20–25 meter hög och får som fullvuxen en rundad, om än något ojämn, krona. Huvudgrenarna har en spetsig vinkel mot huvudstammen och endast de yttersta grenarna är hängande. Med detta växtsätt skiljer sig ornäsbjörken från sin släkting vårtbjörken.
Ornäsbjörken förväxlas ofta med andra liknande björkar, främst med flikbladig björk (Betula pendula 'Laciniata') och med fransbjörk (Betula pendula 'Crispa'). Skillnaden ligger i växtsättet, och i bladen, som inte är lika djupt flikiga som ornäsbjörkens.
Hanblommor saknas, och ornäsbjörk kan därför rekommenderas även i pollenallergikers trädgårdar. PerOla Fritzon menar att även andra flikbladiga björkar saknar hanblommor och pollen.
Eftersom hanblommor saknas kan äkta ornäsbjörk inte reproducera sig på egen hand. För att arvsanlagen ska bevaras av denna mutation måste därför förökning ske genom meristemförökning. Denna förökning görs vid Stiftelsen Trädgårdsodlingens elitplantstation utanför Kristianstad. Korspollinering av ornäsbjörkens honblommor med andra varianter av vårtbjörkar ger i första generationen upphov den vilda varianten av vårtbjörk.